# 尉迟寺遗址
尉迟寺遗址，位于安徽省亳州市，全国重点文物保护单位之一。
尉迟寺遗址是一座史前人类文化遗址。1989年起，中国社会科学院考古研究所安徽工作队开始进行发掘工作，期间发现大量墓葬与灰坑、祭祀坑等。